# NGC 5190
NGC 5190 é uma galáxia espiral barrada (SBb) localizada na direcção da constelação de Coma Berenices. Possui uma declinação de +18° 08' 04" e uma ascensão recta de 13 horas, 30 minutos e 38,4 segundos.
A galáxia NGC 5190 foi descoberta em 23 de Março de 1827 por John Herschel.